# Song of the Thin Man
Song of the Thin Man is een Amerikaanse muziekfilm uit 1947 onder regie van Edward Buzzell.

## Verhaal
Er wordt een bandleider vermoord op de boot waar Nicks ouders verblijven en niet veel later stapt Nick dus ook aan boord samen met zijn vrouw Nora. Er zijn echter heel wat mensen die de bandleider haatten.

## Rolverdeling
| Acteur           | Personage                 |
| ---------------- | ------------------------- |
| William Powell   | Nick Charles              |
| Myrna Loy        | Nora Charles              |
| Keenan Wynn      | Clarence 'Clinker' Krause |
| Dean Stockwell   | Nick Charles Jr.          |
| Philip Reed      | Tommy Edlon Drake         |
| Patricia Morison | Phyllis Talbin            |
| Leon Ames        | Mitchell 'Mitch' Talbin   |
| Gloria Grahame   | Fran Ledue Page           |
| Jayne Meadows    | Janet Thayar Brant        |
| Ralph Morgan     | David I. Thayar           |
| Bess Flowers     | Jessica Thayar            |
| Don Taylor       | Buddy Hollis              |